# بونز کمپ (کنتاکی)
بونز کمپ (به انگلیسی: Boons Camp) یک منطقهٔ مسکونی در ایالات متحده آمریکا است که در شهرستان جانسون، کنتاکی واقع شده‌است. بونز کمپ ۱۸۸٫۰۶ متر بالاتر از سطح دریا واقع شده‌است.